# ألين كرو
ألين كرو (بالإنجليزية: Allen Crowe) هو مهندس أمريكي، ولد في 12 نوفمبر 1928، وتوفي في 2 يونيو 1963.